# Eriocaulon odashimai
Eriocaulon odashimai är en gräsväxtart som beskrevs av Genkei Masamune. Eriocaulon odashimai ingår i släktet Eriocaulon och familjen Eriocaulaceae.
Artens utbredningsområde är Hainan (Kina). Inga underarter finns listade i Catalogue of Life.